# Halberd Studios
Halberd Studios is een Mexicaanse indiegameontwikkelaar gevestigd in Zapopan, Jalisco, Mexico. Het bedrijf werd opgericht in 2016 en kreeg internationale bekendheid door de metroidvania 9 Years of Shadows. 
Halberd Studios richt zich op het ontwikkelen van originele IP’s binnen de game-industrie, en is daarnaast actief in het produceren van animatie-, reclame- en audiovisuele content. De studio hecht sterk belang aan artistieke expressie, inclusiviteit en culturele identiteit in haar projecten.

## Games ontwikkeld door Halberd Studios
- 9 Years of Shadows – Een metroidvania-spel met pixelartstijl, uitgebracht voor Windows in maart 2023 en later voor Nintendo Switch, iOS, Android, met geplande releases voor PlayStation 4, PlayStation 5, Xbox One en Xbox Series in 2025.[2]

- Mariachi Legends – Een actieplatformspel dat zijwaarts scrollende beat-'em-up-gameplay combineert met elementen van platforming en verkenning. Het spel is geïnspireerd op Mexicaanse cultuur en folklore en bevat snelle gevechten, pixelart en thematische elementen rond dood en wedergeboorte. Spelers kruipen in de huid van Cruz, een mariachi die vecht tegen corrupte krachten om gerechtigheid te herstellen.[3]